# Château de Marienburg (Hanovre)
Pour les articles homonymes, voir Marienburg.
Le château de Marienburg (château fort de Marie de Saxe-Altenbourg en allemand) est un château fort de style médiéval / néo-gothique du XIXe siècle située dans la commune de Pattensen, à 15 km au nord-ouest de Hildesheim et 20 km au sud de Hanovre, en Basse-Saxe en Allemagne.
Propriété historique de la Maison de Hanovre, richement meublé et décoré d'origine, il est un haut lieu du tourisme en Allemagne, partiellement ouvert à la visite en tant que musée.

## Historique
Le 14 avril 1857, le roi Georges V de Hanovre (1819-1878) (Royaume de Hanovre / Maison de Hanovre, une des plus anciennes maisons royales d'Europe) offre ce château fort romantique néo-gothique à son épouse la reine Marie de Saxe-Altenbourg (1818-1907) pour son 39e anniversaire, à titre de villégiature d'été et de pavillon de chasse royal.

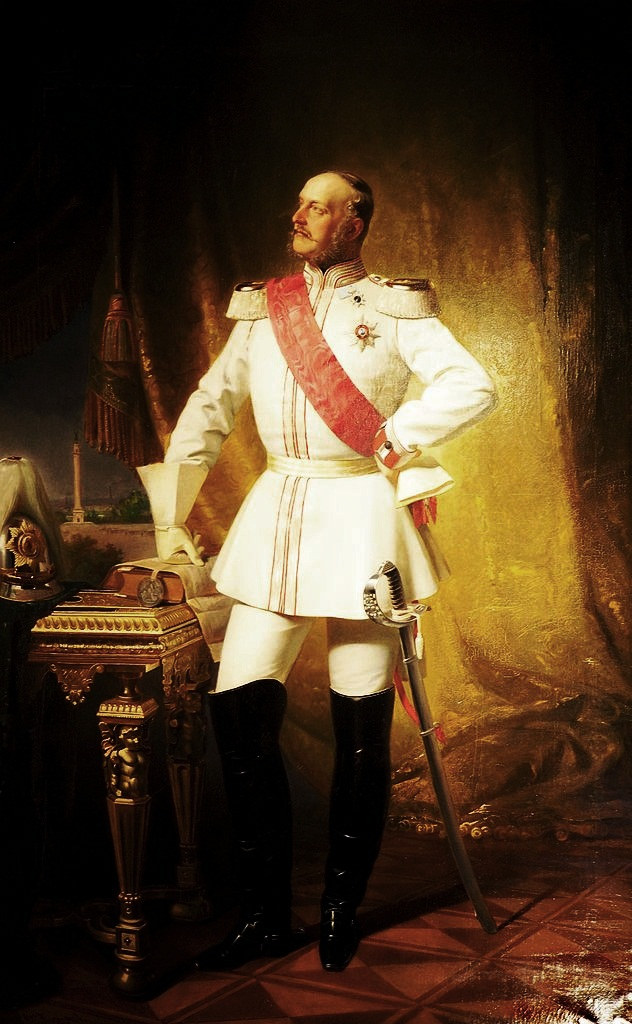
Le roi Georges V de Hanovre.
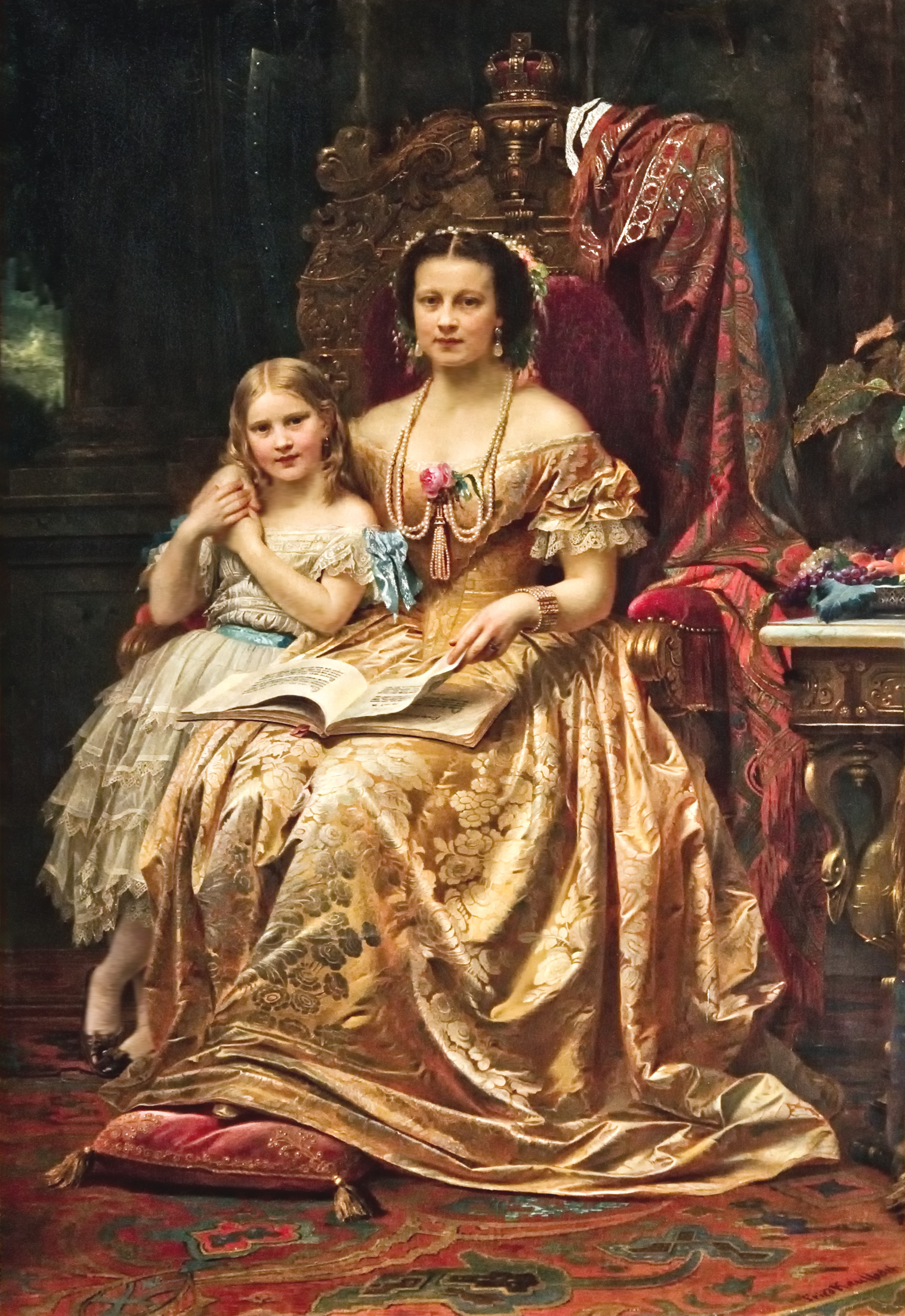
La reine Marie de Saxe-Altenbourg.
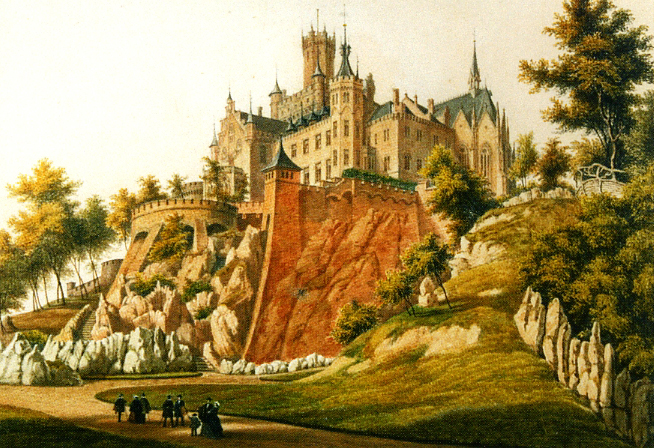
Le château de Marienburg vers 1864.

Inspiré entre autres des châteaux de Hohenzollern, Stolzenfels et Sooneck, il est construit entre 1858 et 1867, par les architectes Conrad Wilhelm Hase, Edwin Oppler (en), et Ferdinand Schorbach (de), avec pont-levis, haut donjon, chapelle, 130 chambres sur cinq étages, parc romantique, jardin à l'anglaise, au cœur d'un vaste domaine forestier. Il est richement décoré et meublé en style néo-gothique par les architectes d’intérieur Justus Heinrich Jakob Molthan (de) et Hermann Narten (de), et par le peintre Otto Knille...

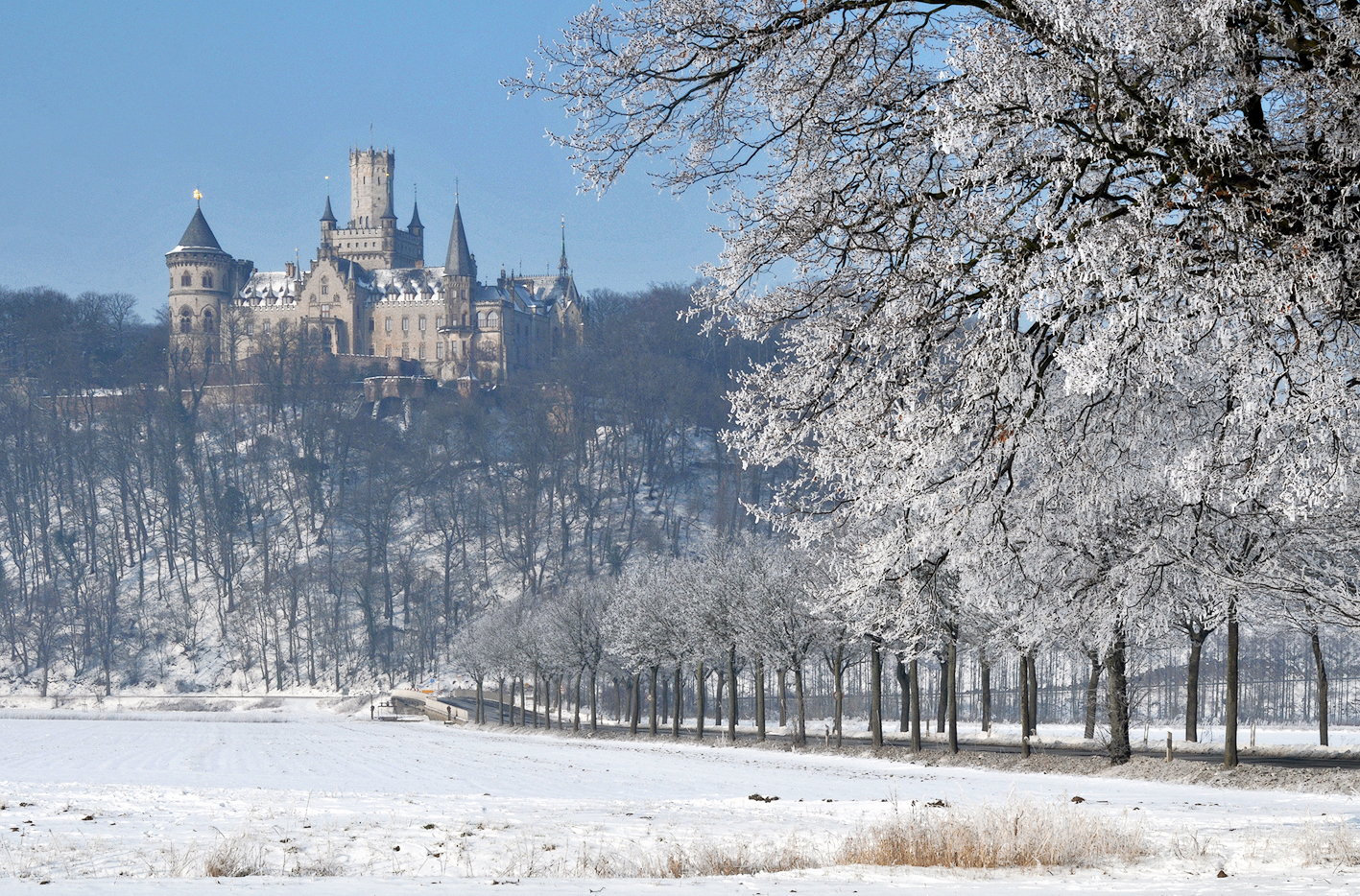
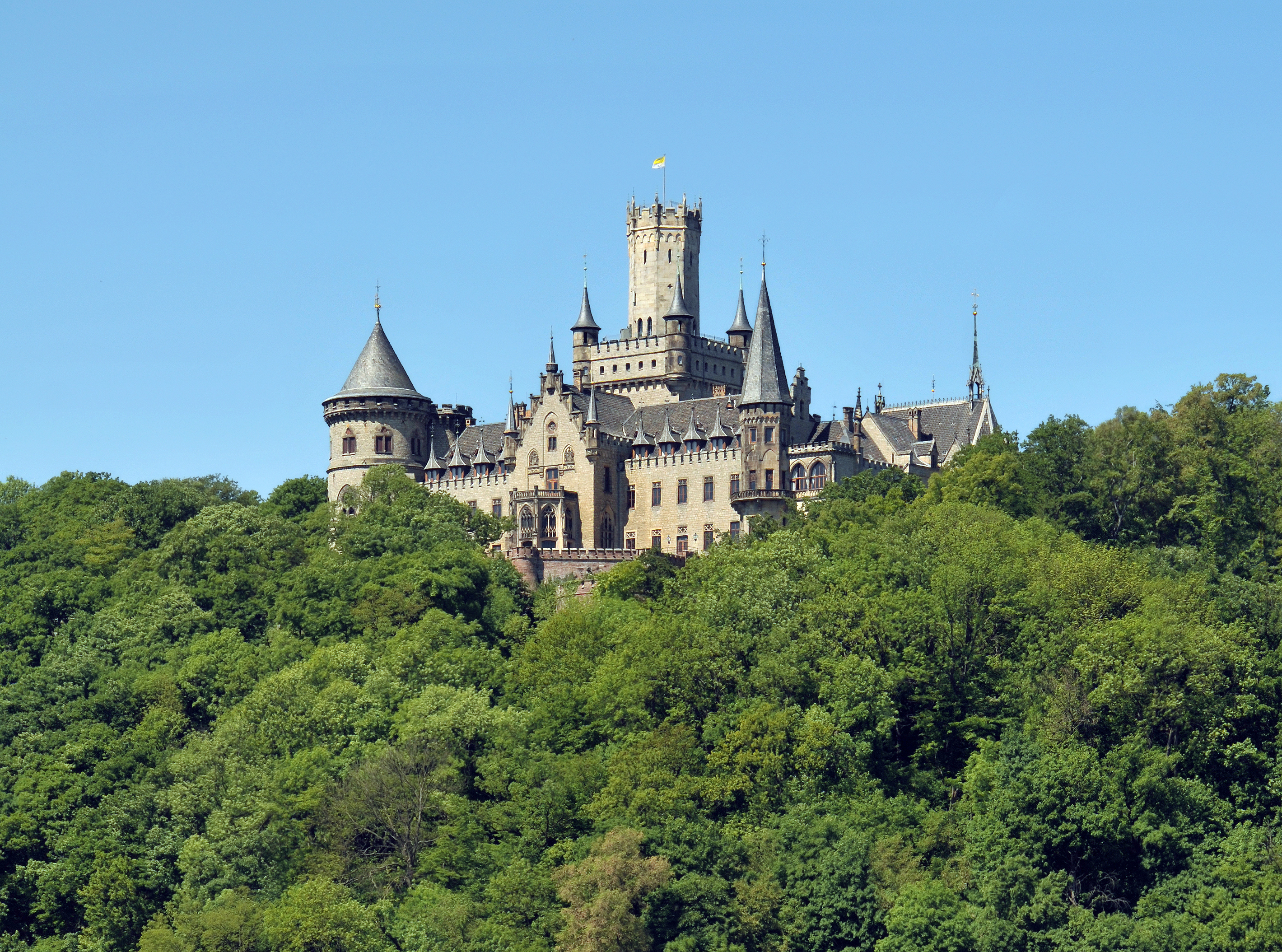
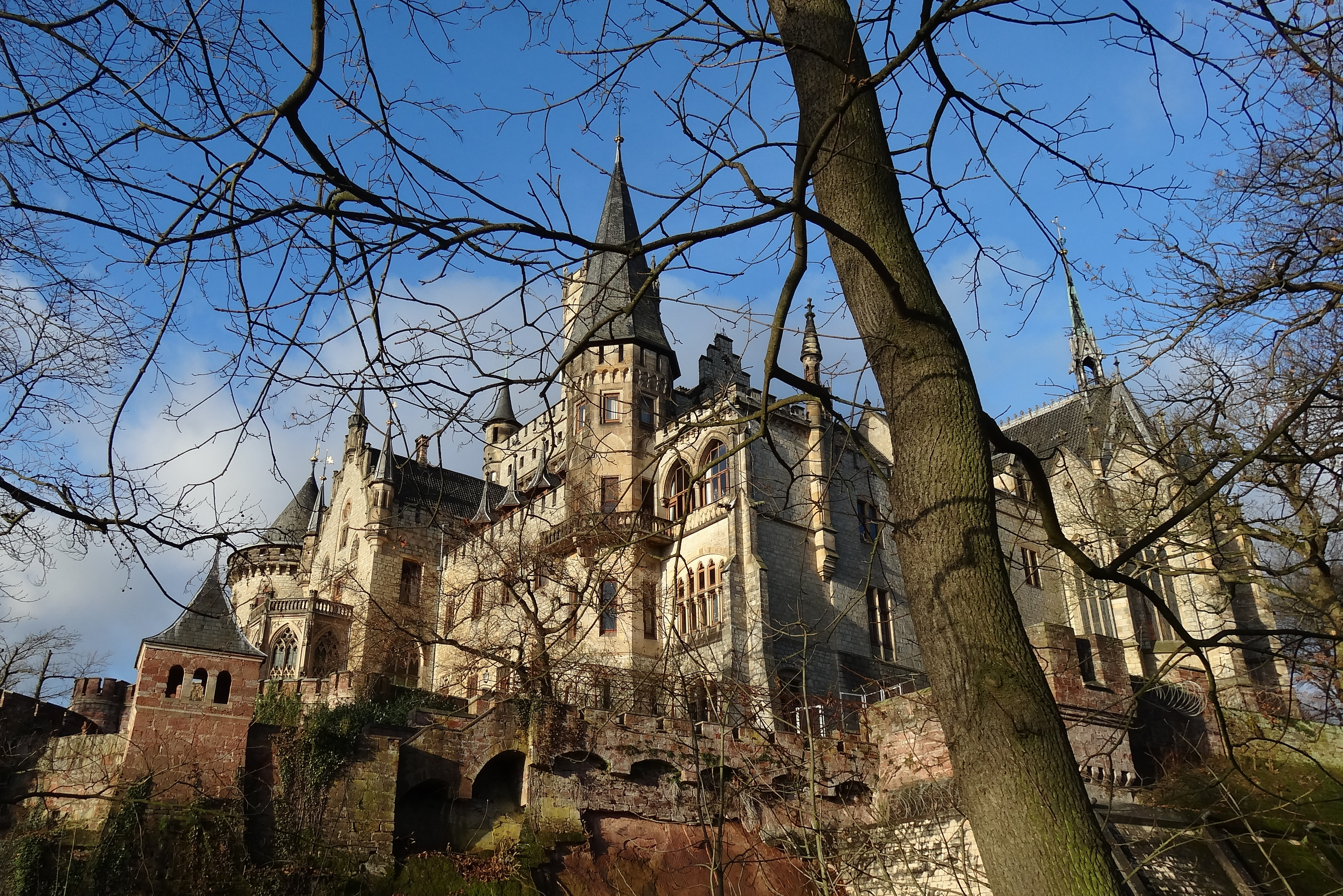

À la suite de l'annexion du Royaume de Hanovre par le Royaume de Prusse durant la guerre austro-prussienne de 1866, et à l'exil de la famille royale de Hanovre à Vienne en Autriche, le château reste inhabité à partir de 1869, durant 80 ans.

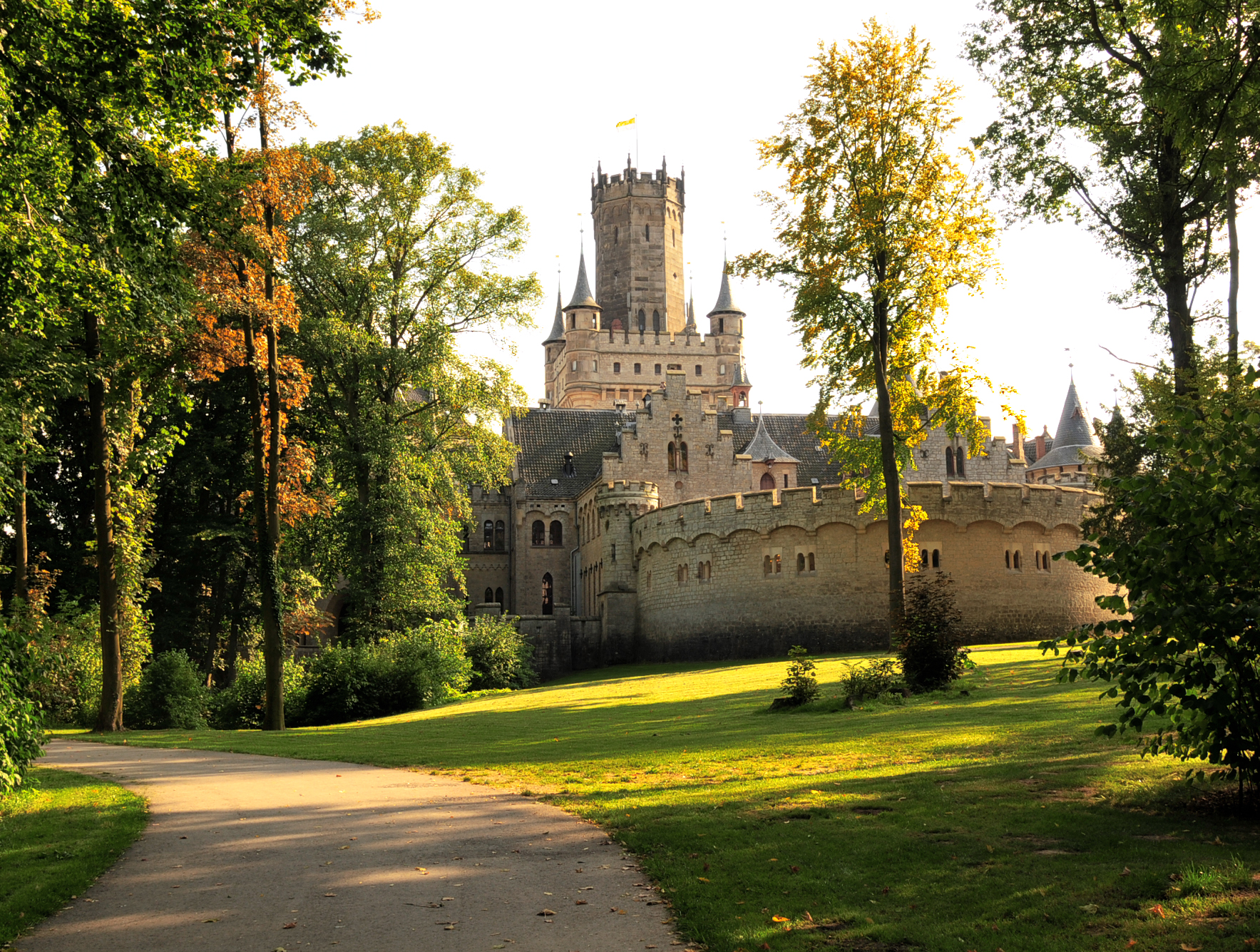
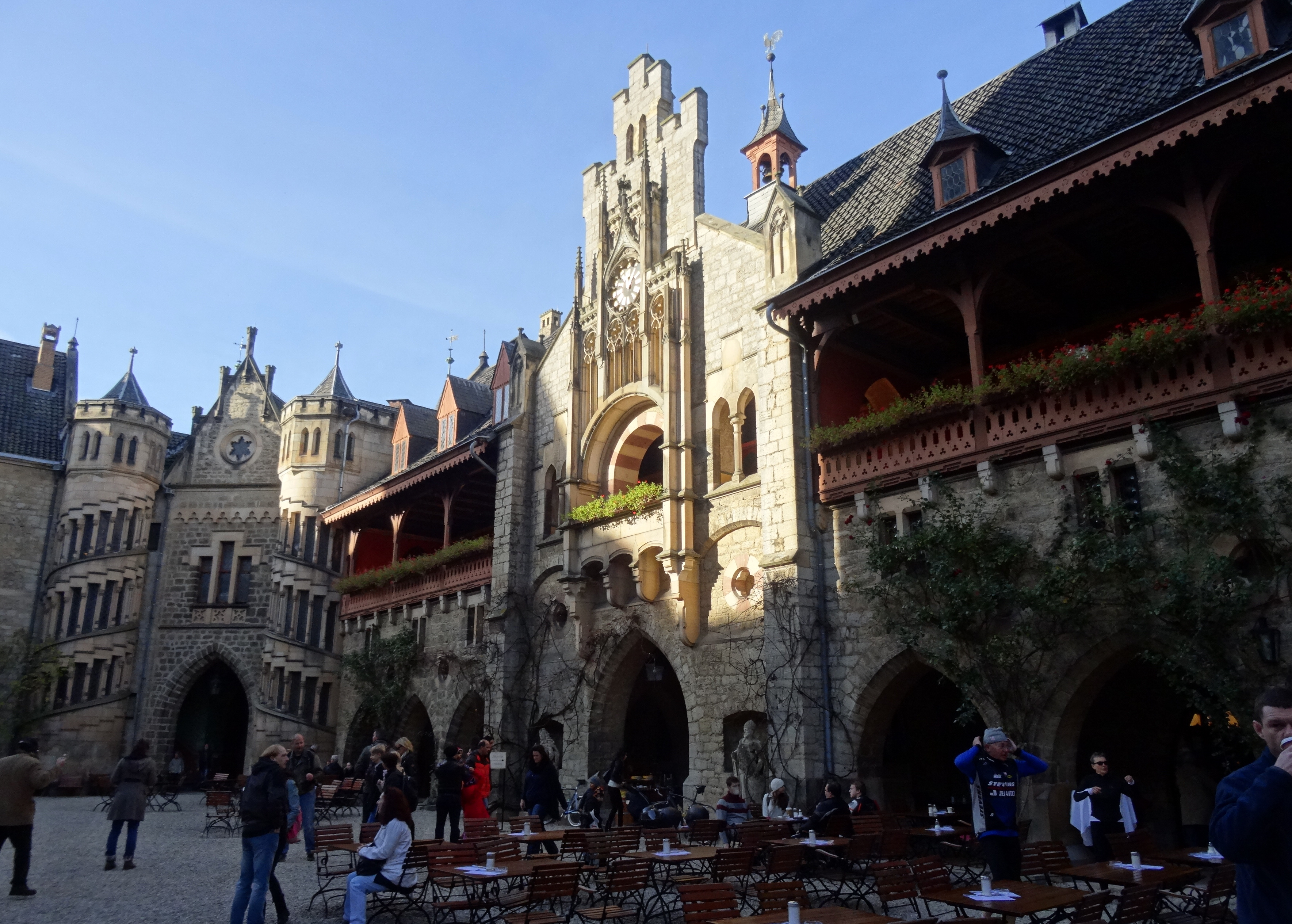
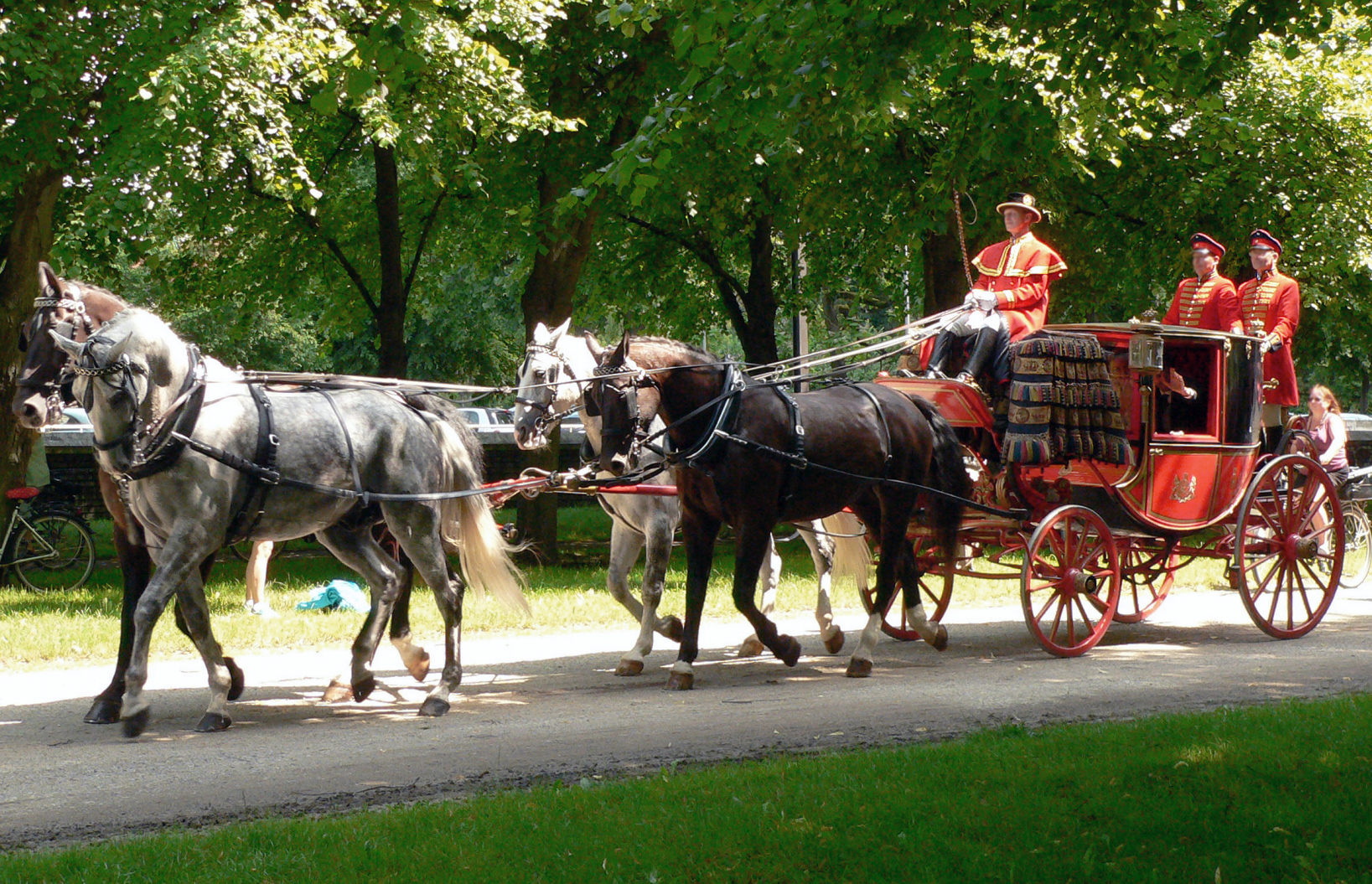

Les princes héréditaires héritiers successifs de la Maison de Hanovre (Ernest-Auguste de Brunswick (1887-1953), Ernest-Auguste de Hanovre (1914-1987), Ernest-Auguste de Hanovre (1954), Ernest-Auguste de Hanovre (1983) (en)) le réintègrent après la Seconde Guerre mondiale en 1945, à titre de siège de la Maison de Hanovre. Le château est partiellement ouvert au tourisme et à la location pour des événements privés, avec musée, restaurant, boutique... avec près de 200 000 visiteurs par an.

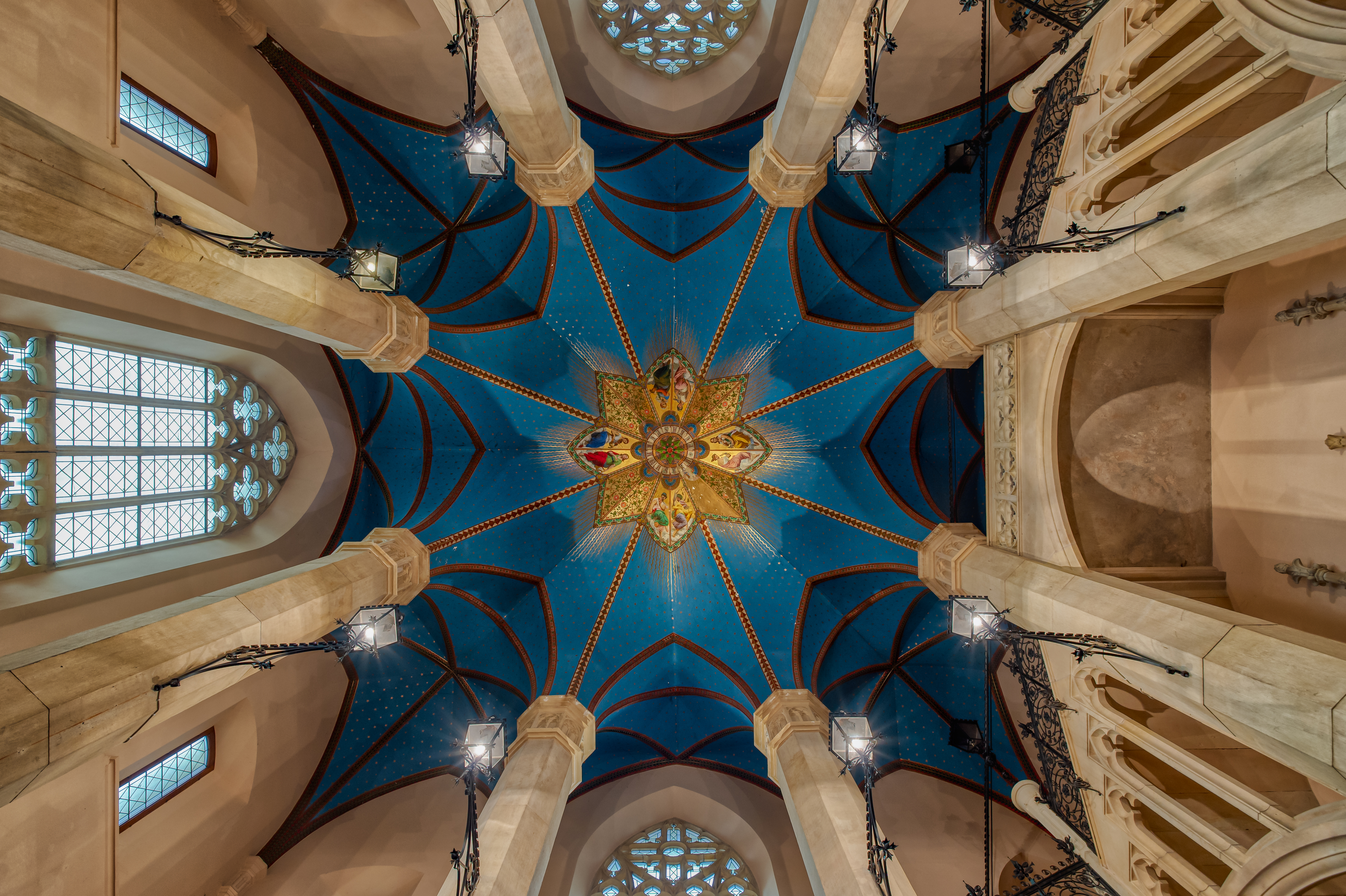
Le plafond du hall d'entrée du château de Marienburg.

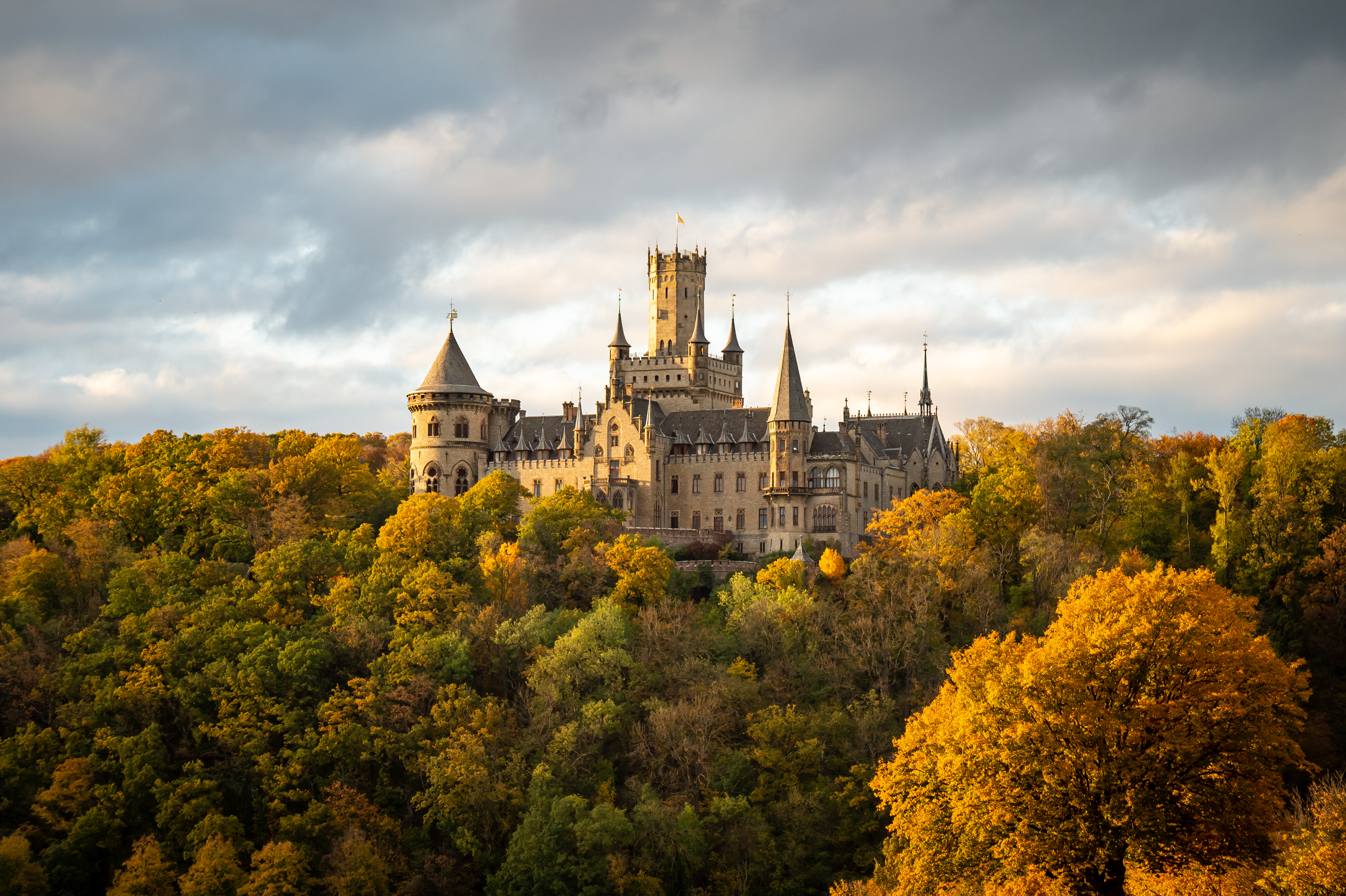
L'automne au chateau de Marienburg. Octobre 2020.

Entre 2004 et 2007, Ernest-Auguste de Hanovre (né en 1954) cède trois de ses châteaux, dont celui de Marienburg, à son fils Ernest-Auguste de Hanovre (né en 1983). Au vu des 27 millions d’euros nécessaires à sa rénovation, ce dernier décide de le céder en 2018 pour un euro symbolique au gouvernement de Basse-Saxe. En 2021, le père entame une procédure judiciaire contre son fils pour tenter de récupérer ses trois châteaux.
Au fin de 2023, le château est fermé pour une durée indéterminée en raison de travaux de rénovation.

## Anecdote
- 2005 : une importante partie des meubles et objets d'art du château sont vendus aux enchères par Sotheby's pour un montant de 44 millions d'euros.